# Топанско Поле

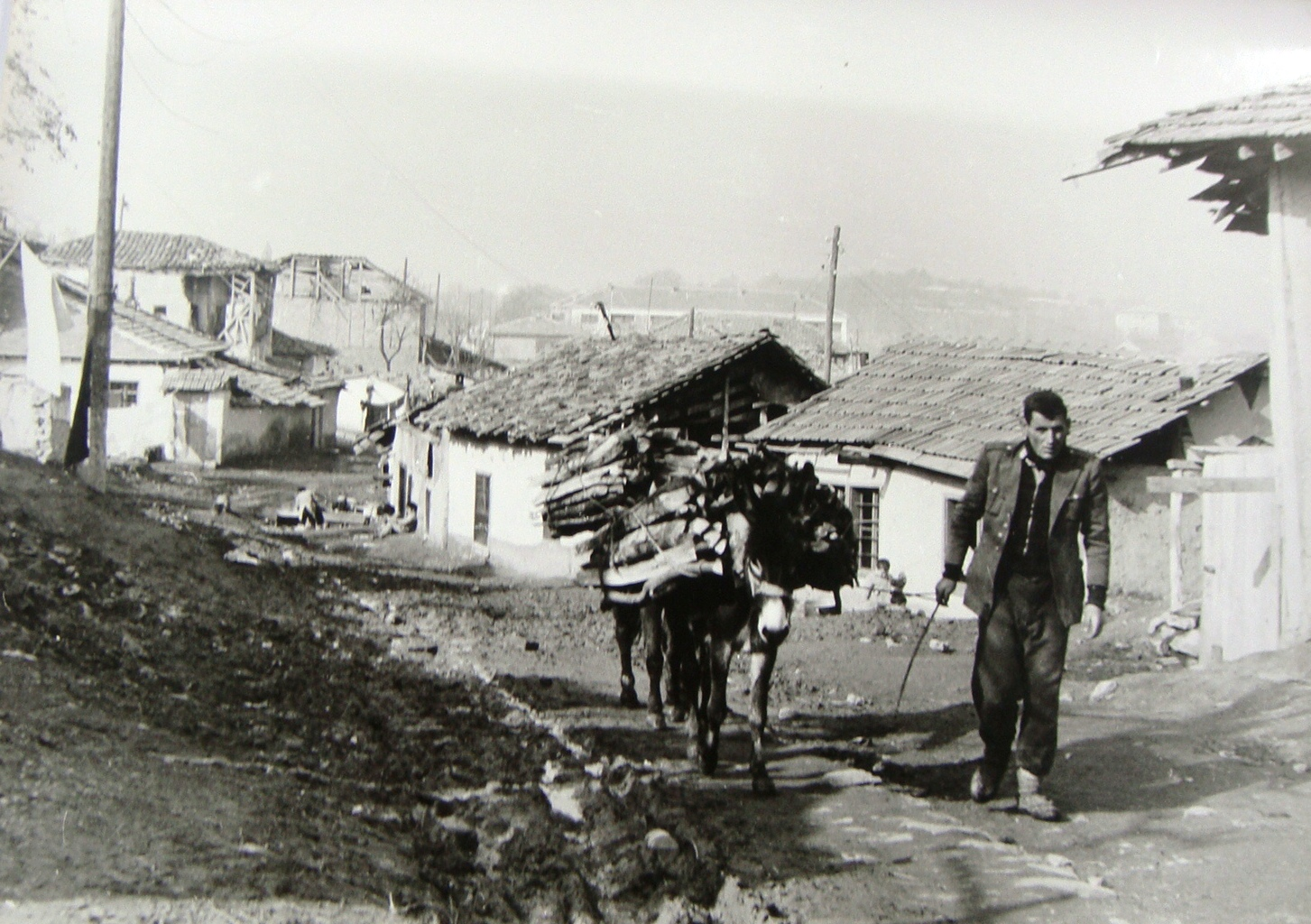
Топанско Поле, 1962 р.

Топанско Поле — селище,  розташоване в муніципалітеті Чаїр, Македонія. Знаходиться в південно-західній частині муніципалітету. На півночі Топанско Поле межує з населеним пунктом Скоп'є-Север.
У передмісті знаходиться Центр з реабілітації дітей

## Демографія
Населення в цьому передмісті — в основному македонці (55 %), а також турки (18 %), албанці (16 %), боснійці (10 %) та інші національності (1 %).[джерело?]